# Камерон ван дер Бург
Камерон ван дер Бург  (англ. Cameron van der Burgh, 25 травня 1988) — південноафриканський плавець, спеціаліст із плавання брасом, олімпійський чемпіон та медаліст, дворазовий чемпіон світу, чемпіон світу на короткій воді.

## Виступи на Олімпіадах
| Олімпіада   | Дисципліна                    | Місце |
| ----------- | ----------------------------- | ----- |
| Пекін 2008  | плавання на 100 метрів брасом | 10    |
| Пекін 2008  | комплексна естафета 4 × 100   | 7     |
| Лондон 2012 | плавання на 100 метрів брасом | 1     |
| Лондон 2012 | комплексна естафета 4 × 100   | 13    |
| Ріо 2016    | плавання на 100 метрів брасом | 2     |